# Milva

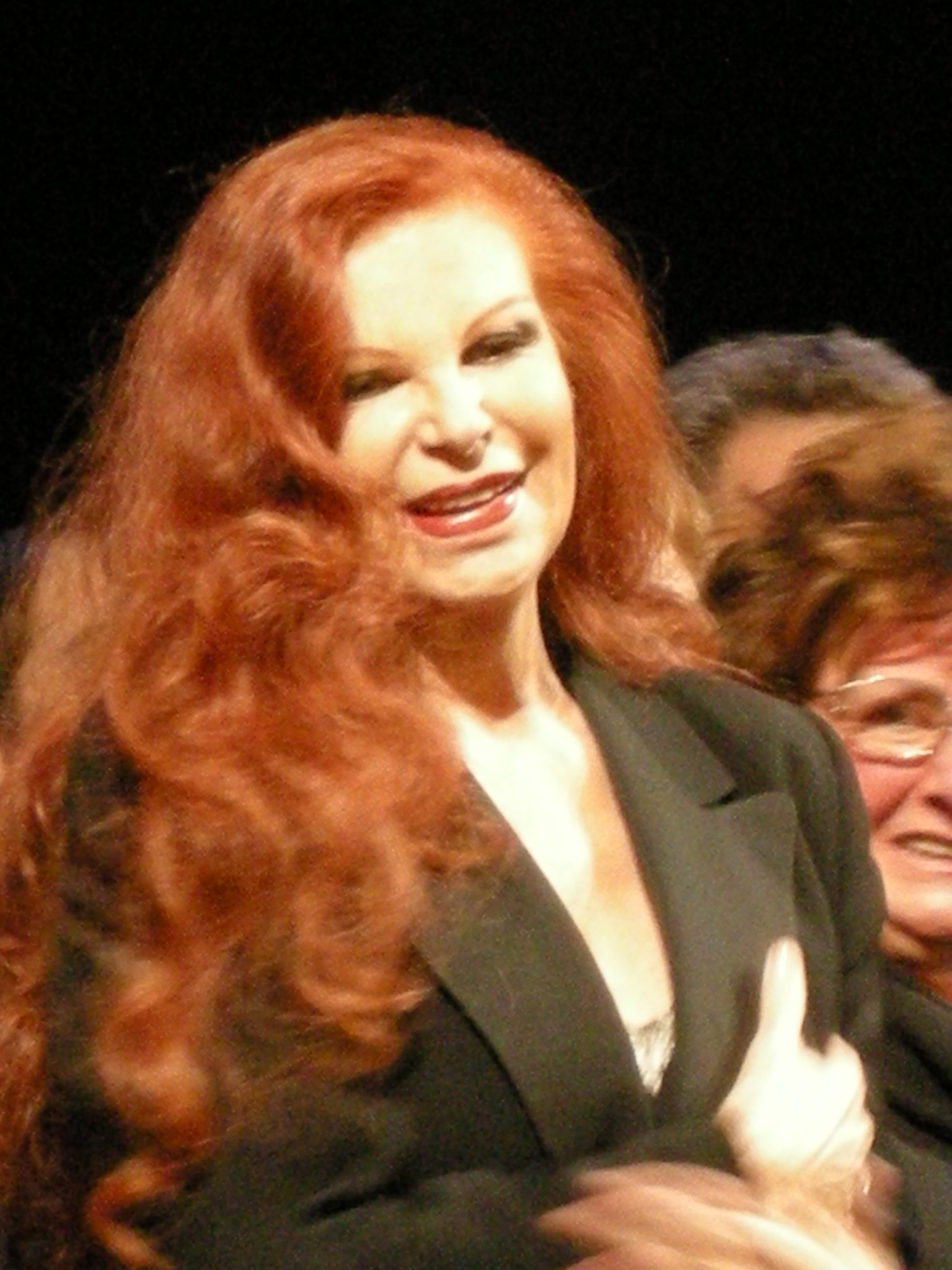
Milva (2009)

Milva (* 17. Juli 1939 als Maria Ilva Biolcati in Goro; † 23. April 2021 in Mailand) war eine italienische Sängerin und Schauspielerin. Sie sang in mehreren Sprachen – darunter Deutsch – und war auch international erfolgreich. Sie trug die Beinamen La Rossa („die Rote“) und La Pantera di Goro („der Panther von Goro“).

## Leben
1961 gewann Milva einen von der italienischen Fernsehgesellschaft Rai veranstalteten Wettbewerb und erreichte Platz 3 beim Sanremo-Festival. Danach wurde sie in Italien ein Star. Aus ihrer von 1961 bis 1969 dauernden Ehe mit ihrem damaligen Manager und Förderer Maurizio Corgnati stammt eine 1963 geborene Tochter, die Kunstkritikerin Martina Corgnati.
1965 wurde sie von Giorgio Strehler an das Piccolo Teatro in Mailand verpflichtet. Milva sagte darüber später: „Das Theater wurde zu meiner großen Leidenschaft, und ich habe sehr viel und sehr eng mit Giorgio Strehler zusammengearbeitet.“ 1978 nahm sie die Single Zusammenleben mit der Musik von Mikis Theodorakis auf (Text: Thomas Woitkewitsch) und wurde dadurch auch im deutschen Sprachraum bekannt. Es folgten zahlreiche Konzerte, Tourneen und weitere deutschsprachige Aufnahmen, von denen Freiheit in meiner Sprache (Ennio Morricone, Thomas Woitkewitsch) und Hurra, wir leben noch (Klaus Doldinger, Thomas Woitkewitsch) die erfolgreichsten waren.

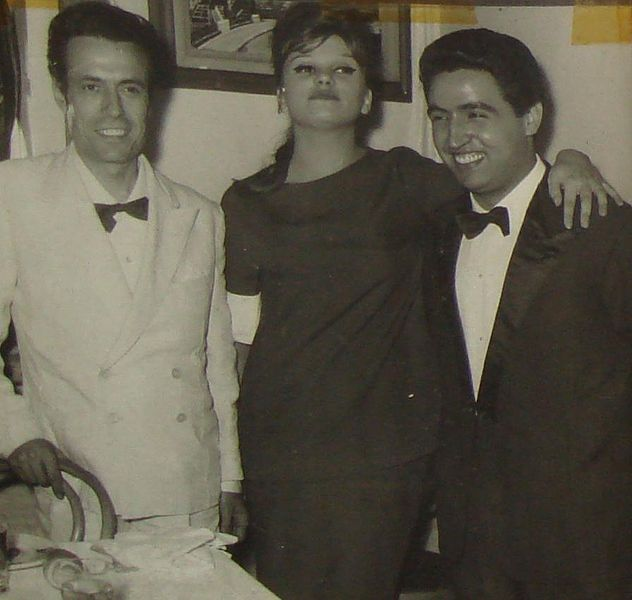
Milva mit dem Songwriter Salvatore Mazzocco (links) und dem Sänger Mario Trevi, 1961

Milva nahm zwischen 1961 und 2007 insgesamt fünfzehnmal am Sanremo-Festival teil. Dort war Tango italiano im Jahre 1962 auf dem zweiten Platz ihr größter Erfolg. Sie hält damit den Rekord mit den meisten Teilnahmen ohne Sieg. In den 1980er Jahren wirkte sie in mehreren Spielfilmen mit. Auch mit Songs von Bertolt Brecht machte sich die überzeugte Sozialistin einen Namen. Milva war bei zahlreichen Musiksendungen in den Fernsehprogrammen Mittel-, West- und Südeuropas zu Gast. Sie sang ihre Lieder nicht nur auf Italienisch, sondern auch auf Englisch, Deutsch, Französisch, Spanisch, Griechisch, Portugiesisch und Japanisch.
Neben dem Chanson war Milva Interpretin von Astor Piazzolla und arbeitete für vielfältige Tango-Aufnahmen mit ihm selbst und Gruppen in seiner Tradition zusammen. Ihr in Deutschland erfolgreichstes Album (in den Charts bis auf Platz 7) war Von Tag zu Tag mit Liedern des griechischen Komponisten Mikis Theodorakis, das auch in einer italienischen (La mia età) und in einer französischen (Attends, la vie) Version produziert wurde. Im August 2008 trat Milva zusammen mit Montserrat Caballé und Angelika Milster auf dem Theaterplatz in Dresden bei Diva Maxima auf.
2010 teilte Milva mit, dass sie aus gesundheitlichen Gründen nicht mehr auftreten werde. Sie litt unter Gedächtnisproblemen. Ihr letztes Album, 2010 erschienen, enthält Songs von Franco Battiato. 2011 nahm sie zusammen mit Stephan Sulke das 1984 von Sulke geschriebene Lied Das muss doch gehn im Duett auf. Diese neue Version erschien 2011 auf Sulkes Album Enten hätt’ ich züchten sollen …. Beide trugen das Lied im April 2011 in Klagenfurt in der ZDF-Samstagabend-Sendung von Carmen Nebel vor. Im März 2012 trat sie im Musikantenstadl auf.
Milva trug den Beinamen La Rossa („die Rote“), nicht nur wegen ihrer Haarfarbe, sondern auch wegen ihrer politischen Gesinnung. Sie lebte in Mailand und starb dort im April 2021 nach langer Krankheit im Alter von 81 Jahren. Nach einer Trauerfeier im Mailänder Piccolo Teatro Strehler wurde sie auf dem Friedhof von Blevio am Comer See beigesetzt.

## Diskografie

### Alben
| Jahr | Titel                                         | Höchstplatzierung, Gesamtwochen, AuszeichnungChartplatzierungen (Jahr, Titel, Platzierungen, Wochen, Auszeichnungen, Anmerkungen) | Höchstplatzierung, Gesamtwochen, AuszeichnungChartplatzierungen (Jahr, Titel, Platzierungen, Wochen, Auszeichnungen, Anmerkungen) | Höchstplatzierung, Gesamtwochen, AuszeichnungChartplatzierungen (Jahr, Titel, Platzierungen, Wochen, Auszeichnungen, Anmerkungen) | Anmerkungen                              |
| Jahr | Titel                                         | DE | CH | IT | Anmerkungen                              |
| ---- | --------------------------------------------- | --- | --- | --- | ---------------------------------------- |
| 1978 | Von Tag zu Tag – Lieder von Mikis Theodorakis | DE7 Platin · (29 Wo.)DE | — | — | Erstveröffentlichung: 18. September 1978 |
| 1979 | Was ich denke                                 | DE18 Gold · (53 Wo.)DE | — | — | Erstveröffentlichung: 16. Juli 1979      |
| 1980 | Wenn wir uns wiederseh’n                      | DE24 (17 Wo.)DE | — | — | Erstveröffentlichung: 9. Juni 1980       |
| 1981 | Ich hab’ keine Angst                          | DE16 Gold · (48 Wo.)DE | — | — | Erstveröffentlichung: 2. März 1981       |
| 1982 | Das Konzert                                   | DE45 (5 Wo.)DE | — | — | Erstveröffentlichung: 12. April 1982     |
| 1982 | Immer mehr                                    | DE20 (16 Wo.)DE | — | — | Erstveröffentlichung: 11. Oktober 1982   |
| 1983 | Unverkennbar                                  | DE38 (18 Wo.)DE | — | — | Erstveröffentlichung: 12. Dezember 1983  |
| 1984 | Gesichter einer Frau                          | DE16 (10 Wo.)DE | CH25 (2 Wo.)CH | — | Erstveröffentlichung: 2. April 1984      |
| 1985 | Mut zum Risiko                                | DE18 (20 Wo.)DE | — | — | Erstveröffentlichung: 25. März 1985      |
| 1986 | Geheimnisse                                   | DE41 (10 Wo.)DE | — | — | Erstveröffentlichung: 6. Oktober 1986    |
| 1988 | Unterwegs nach morgen                         | DE25 (12 Wo.)DE | — | — | Erstveröffentlichung: 11. April 1988     |
| 1991 | Ein Kommen und Gehen                          | DE69 (8 Wo.)DE | — | — | Erstveröffentlichung: 14. Januar 1991    |
| 1992 | Stationen                                     | DE66 (8 Wo.)DE | — | — | Erstveröffentlichung: 7. Dezember 1992   |
| 2007 | In territorio nemico                          | — | — | IT40 (2 Wo.)IT | Erstveröffentlichung: 8. März 2007       |
| 2010 | Non conosco nessun Patrizio                   | — | — | IT17 (2 Wo.)IT | Erstveröffentlichung: 7. Oktober 2010    |
| 2016 | Milva                                         | — | — | IT43 (1 Wo.)IT | Erstveröffentlichung: 2. Juni 2016       |

grau schraffiert: keine Chartdaten aus diesem Jahr verfügbar
Weitere Alben (Auswahl)
- 1968: Tango Milva
- 1970: Canzoni di Édith Piaf
- 1971: Milva canta Brecht
- 1972: Dedicato A Milva Da Ennio Morricone
- 1975: Brecht
- 1976: Libertà
- 1976: Canzone dall’Italia
- 1977: Non pianger più Argentina
- 1977: Auf den Flügeln bunter Träume
- 1980: La rossa
- 1983: Die sieben Todsünden der Kleinbürger (Brecht/Weill)
- 1985: Milva and Astor Piazzolla live at the bouffes du nord
- 1986: Tra due sogni
- 1989: In Concert
- 1989: Una storia inventata
- 1991: Gefühl und Verstand
- 1993: Milva canta Thanos Mikroutsikos (Volpe D’Amore)
- 1993: Uomini addosso
- 1994: Dein ist mein ganzes Herz
- 1995: Tausendundeine Nacht
- 1995: I successi di Milva
- 1996: Milva canta un nuovo Brecht
- 1997: Mia bella Napoli
- 1998: El Tango de Astor Piazzolla
- 1999: Stark sein
- 1999: Fammi Luce
- 2001: Artisti
- 2001: Canti popolari
- 2001: La Chanson francaise
- 2004: Milva canta Merini

### Singles
| Jahr | Titel Album                                                 | Höchstplatzierung, Gesamtwochen, AuszeichnungChartplatzierungen (Jahr, Titel, Album, Platzierungen, Wochen, Auszeichnungen, Anmerkungen) | Höchstplatzierung, Gesamtwochen, AuszeichnungChartplatzierungen (Jahr, Titel, Album, Platzierungen, Wochen, Auszeichnungen, Anmerkungen) | Anmerkungen                             |
| Jahr | Titel Album                                                 | DE | CH | Anmerkungen                             |
| ---- | ----------------------------------------------------------- | --- | --- | --------------------------------------- |
| 1977 | Non pianger più Argentina                                   | — | CH7 (8 Wo.)CH | Erstveröffentlichung: 25. Juni 1977     |
| 1978 | Zusammenleben Von Tag zu Tag – Lieder von Mikis Theodorakis | DE22 (12 Wo.)DE | — | Erstveröffentlichung: 16. Oktober 1978  |
| 1981 | Du hast es gut Ich hab’ keine Angst                         | DE41 (9 Wo.)DE | — | Erstveröffentlichung: 13. Juli 1981     |
| 1992 | Ich weiß es selber nicht genau Stationen                    | DE65 (5 Wo.)DE | — | Erstveröffentlichung: 16. November 1992 |
| 1993 | Mein Weg mit dir Stationen                                  | DE94 (2 Wo.)DE | — | Erstveröffentlichung: 22. Februar 1993  |

Weitere Singles (Auswahl)
- 1961: Credere
- 1964: Aria di festa (Come quel giorno)
- 1977: Auch du wirst mich einmal betrügen
- 1979: Liberta (Freiheit In Meiner Sprache)
- 1983: Du bist sehr müde, Liebling
- 1983: Hurra, wir leben noch (Filmmusik aus Die wilden Fünfziger)
- 1988: Wenn der Wind sich dreht
- 1995: Flauten und Stürme
- 2001: Du liebst nicht mit dem Herzen
- 2012: Der Mensch, der dich liebt

### Videoalben
- 2004: Artisti – Das Beste von gestern und heute
- 2004: Milva canta Merini – live in Milano Piccolo Teatro
- 2008: Milva – Astor Piazzolla's Tango
- 2008: Milva canta Brecht

## Filmografie (Auswahl)
- 1962: Schöne Ippolita (La bellezza di Ippolita) – Regie: Giancarlo Zagni
- 1982: Straße der Spiegel – Regie: Giovanna Gagliardo
- 1983: Illusione – Regie: Victor J. Tognola
- 1986: Mein Schwager hat meine Schwester getötet (Mon beau-frère a tué ma sœur) – Regie: Jacques Rouffio
- 1987: Der Himmel über Berlin – Regie: Wim Wenders
- 1988: Wo immer du bist – Regie: Krzysztof Zanussi
- 1990: Amaurose –  Regie: Dieter Funk
- 1995: Gesualdo – Tod für fünf Stimmen – Regie: Werner Herzog
- 2001: Liebesau – Die andere Heimat (ZDF-Fernsehvierteiler) – Regie Wolfgang Panzer

## Auszeichnungen
- 1976: Preis der deutschen Schallplattenkritik
- 1990: Goldene Stimmgabel
- 1998: Offizier des Ordre des Arts et des Lettres[13]
- 2006: Bundesverdienstkreuz I. Klasse[13]
- 2007: Kommandeur des Verdienstordens der Italienischen Republik[14]
- 2009: Ritter der Ehrenlegion[15]